# Став

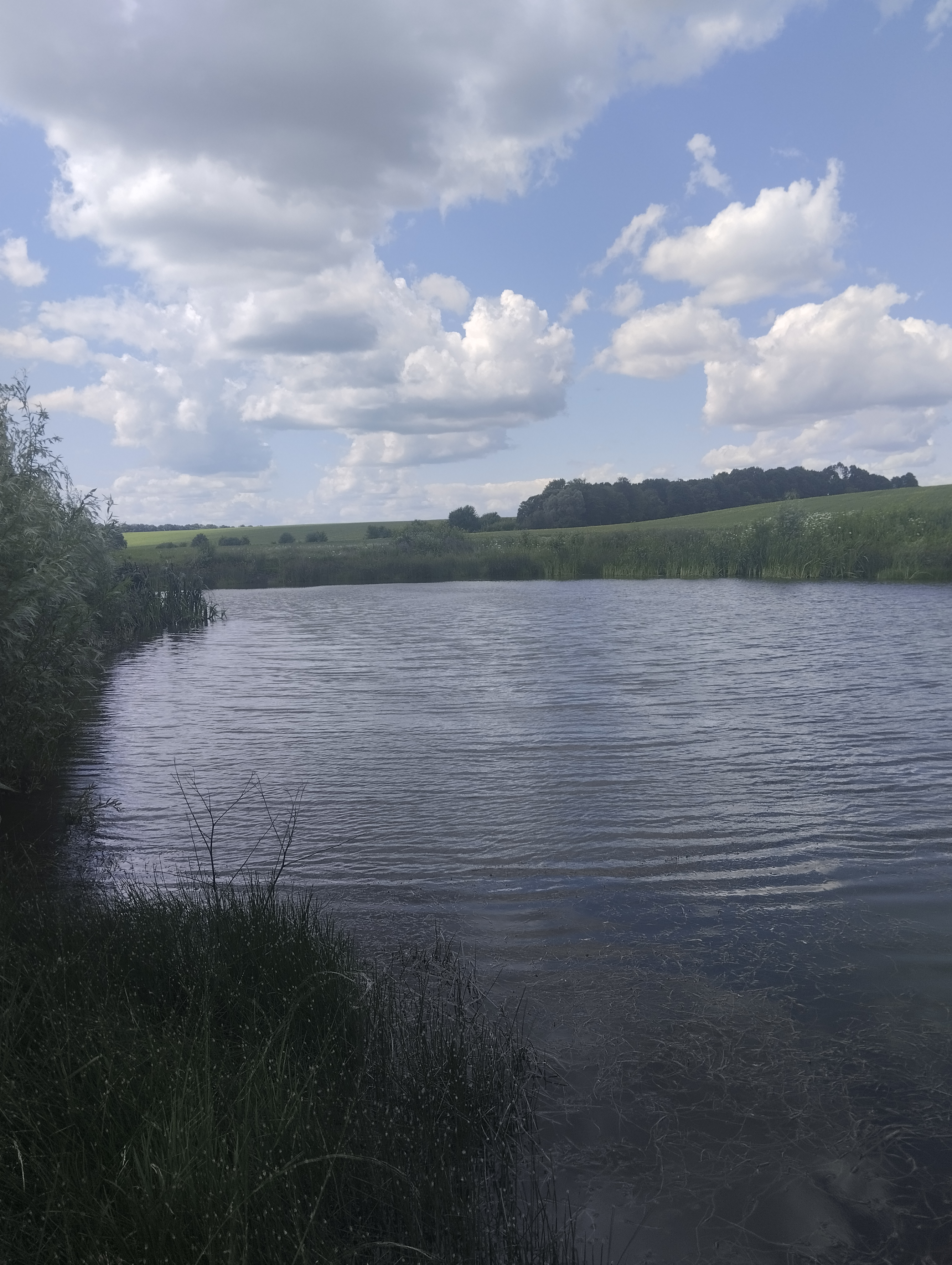
Ставок неподалік села Торговиця, Конотопський р-н Сумської області

Став або ставок —  водойма (у природному чи штучному заглибленні) з непроточною водою. Зазвичай менше, ніж озеро. Ставом (ставком) також називають місце розлиття річки, струмка перед загатою. 
У ставках вода використовується для водопостачання, зрошення, розведення риби (ставкове рибне господарство) і водоплавної птиці, а також для санітарних і спортивних потреб. Невеликі копані ставки для розведення й утримання риби називають са́жалками, са́жавками, копа́нками (діал. са́джалка, са́джавка).

## Загальна характеристика
Стави викопують або створюють, будуючи на невеличких річках і в природних улоговинах (балках тощо) греблі. Відповідно до 1 статті Водного кодексу України ставком вважається штучно створена водойма місткістю не більше 1 млн м³ (понад 1 млн м³ — водосховище). Ставки наповнюються водою завдяки поверхневому та підземному стокам.
В Україні є майже 28 000 ставків (за іншими даними — понад 49 400 ставків загальною площею понад 2890 км²). Вони утримують понад 3969 млн м³ води. Для порівняння, кількість озер в Україні понад 3 000 із загальною площею 2 тис. км². Ставки розміщено нерівномірно; найбільше їх на Східному Поділлі (зокрема у Вінницькій області) і на Придніпровській височині.
В оренді (передано місцевими органами виконавчої влади та органами місцевого самоврядування) перебуває 17860 ставків, або 36 % від загальної кількості їх в країні.

## Галерея

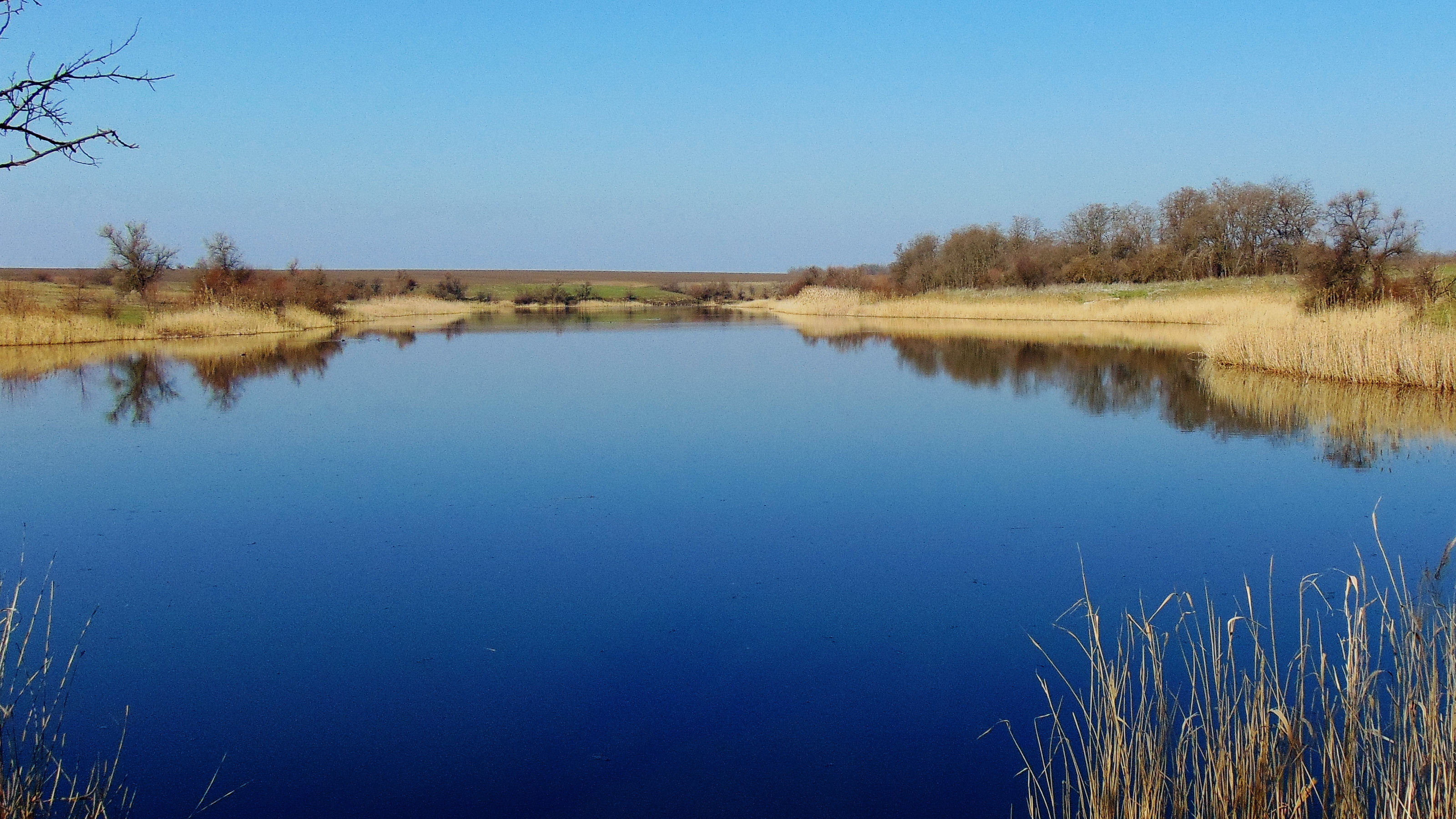
Став на р.Нижня Хортиця, Запорізька область
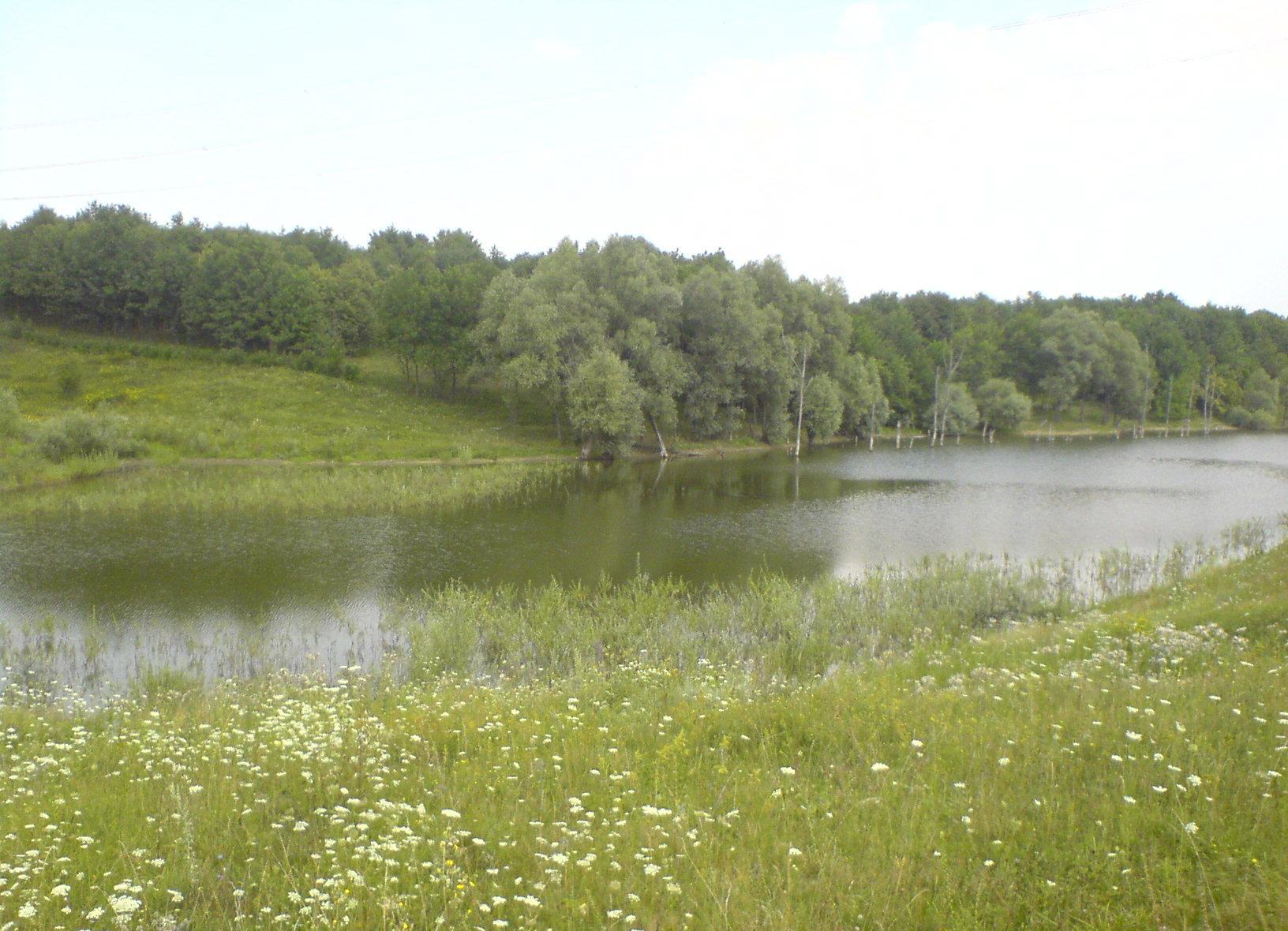
Ставок Ведмежий під хутором Ведмежим Харківський р-н Харківської області
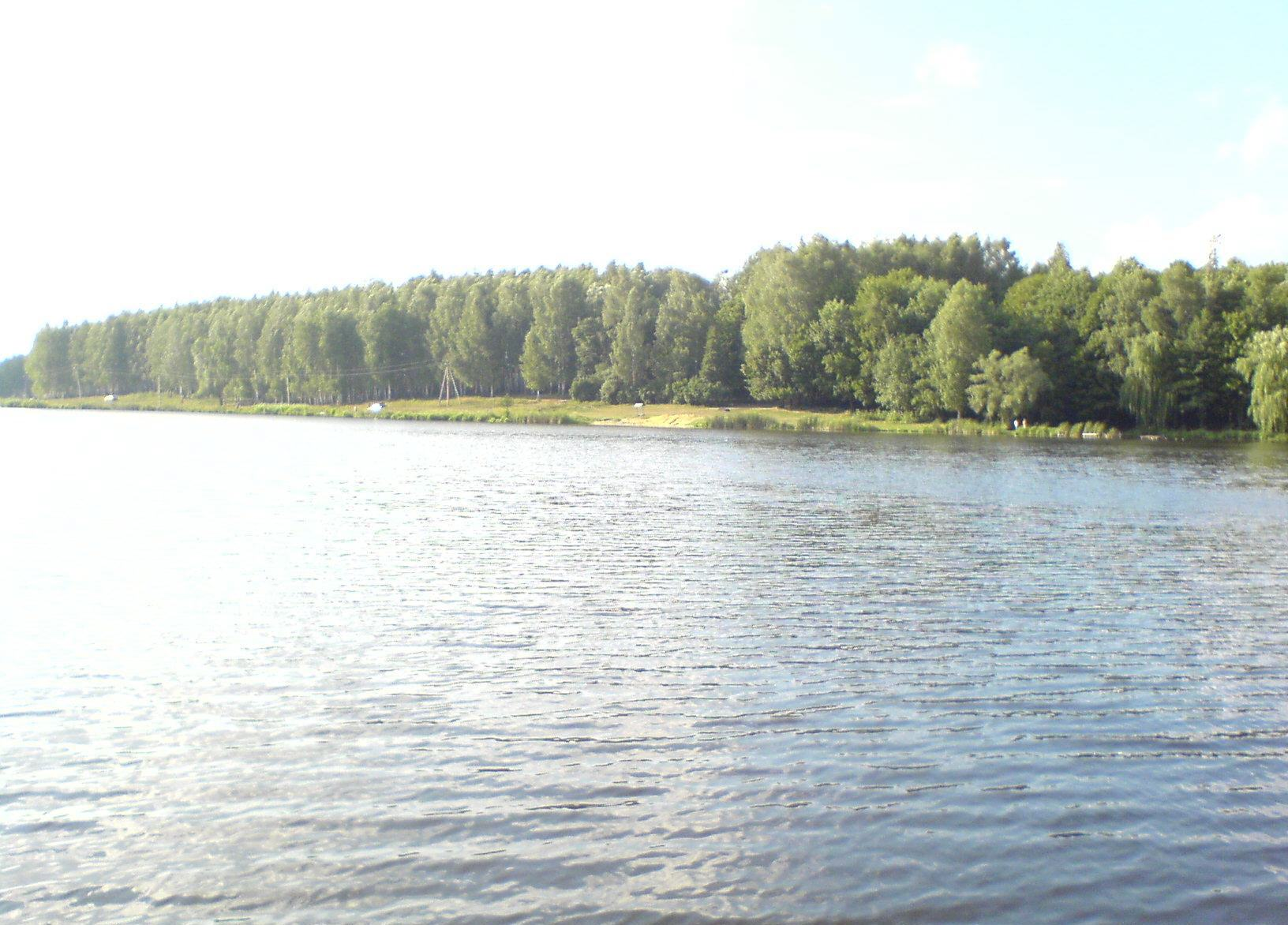
Ставок Перекошка в м. Люботин Харківської обл.
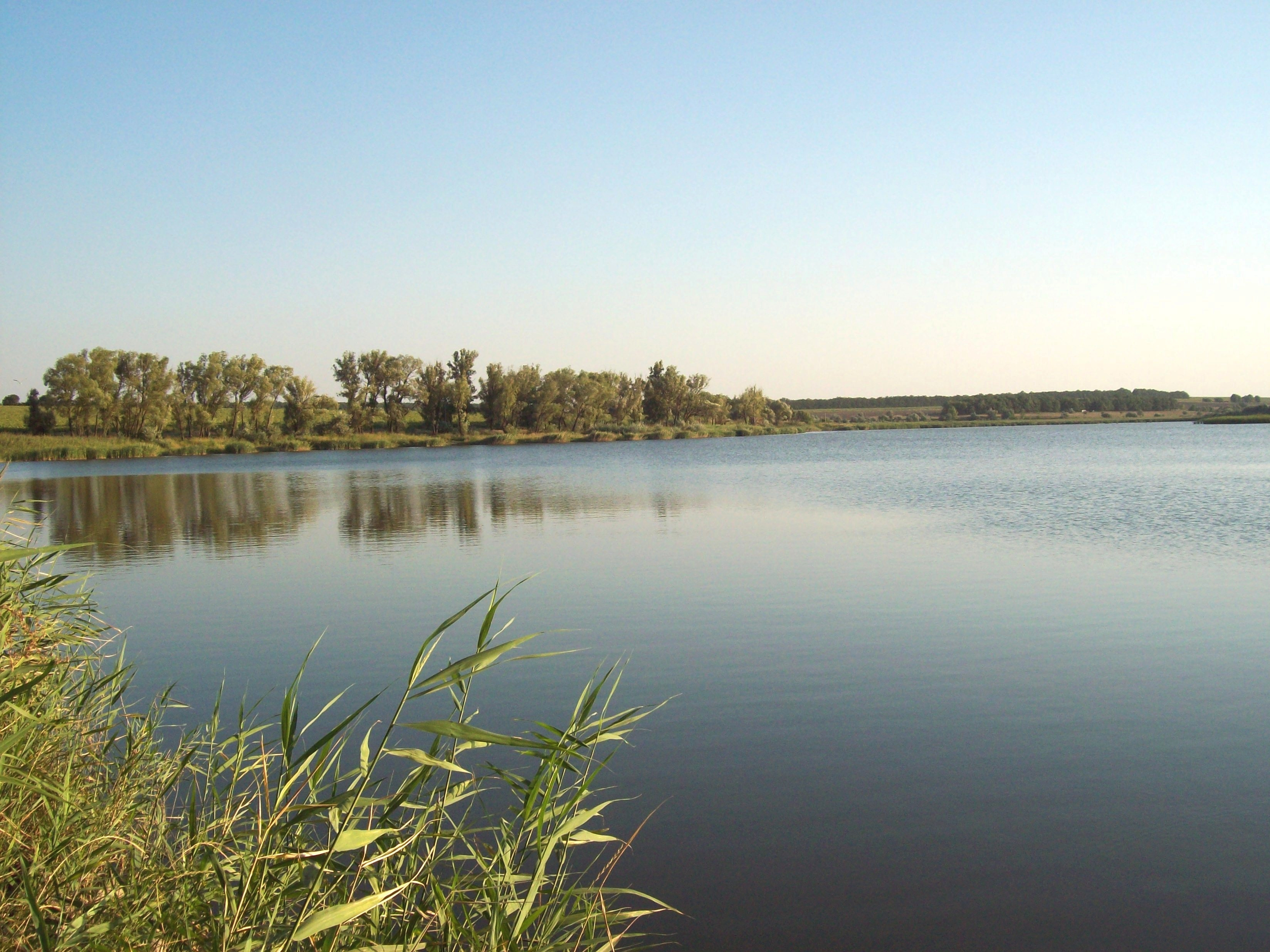
Ставок Червоний Маяк, Солонянський р-н Дніпропетровської області
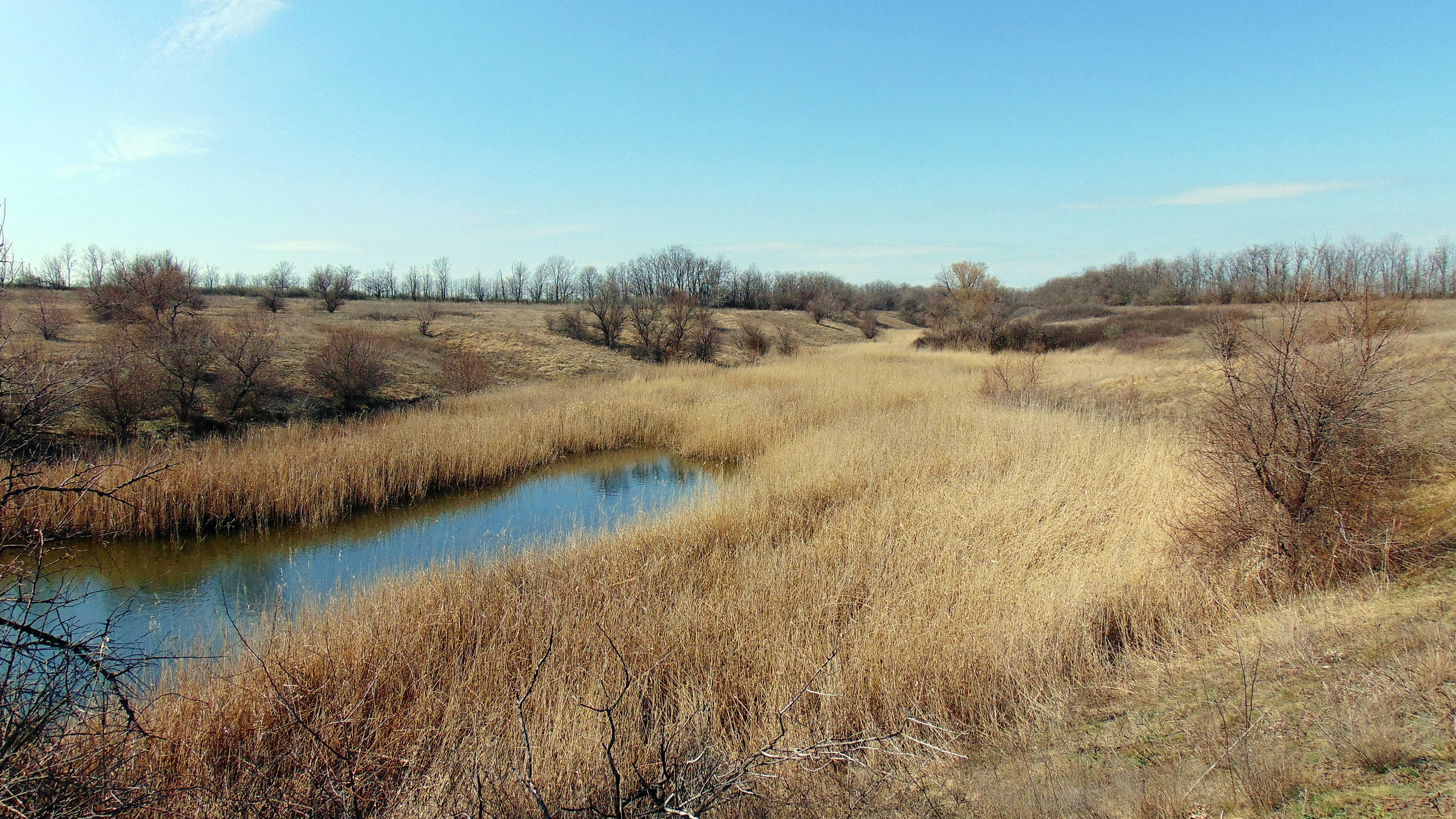
Заболочений ставок. Запорізьке Правоборежжя
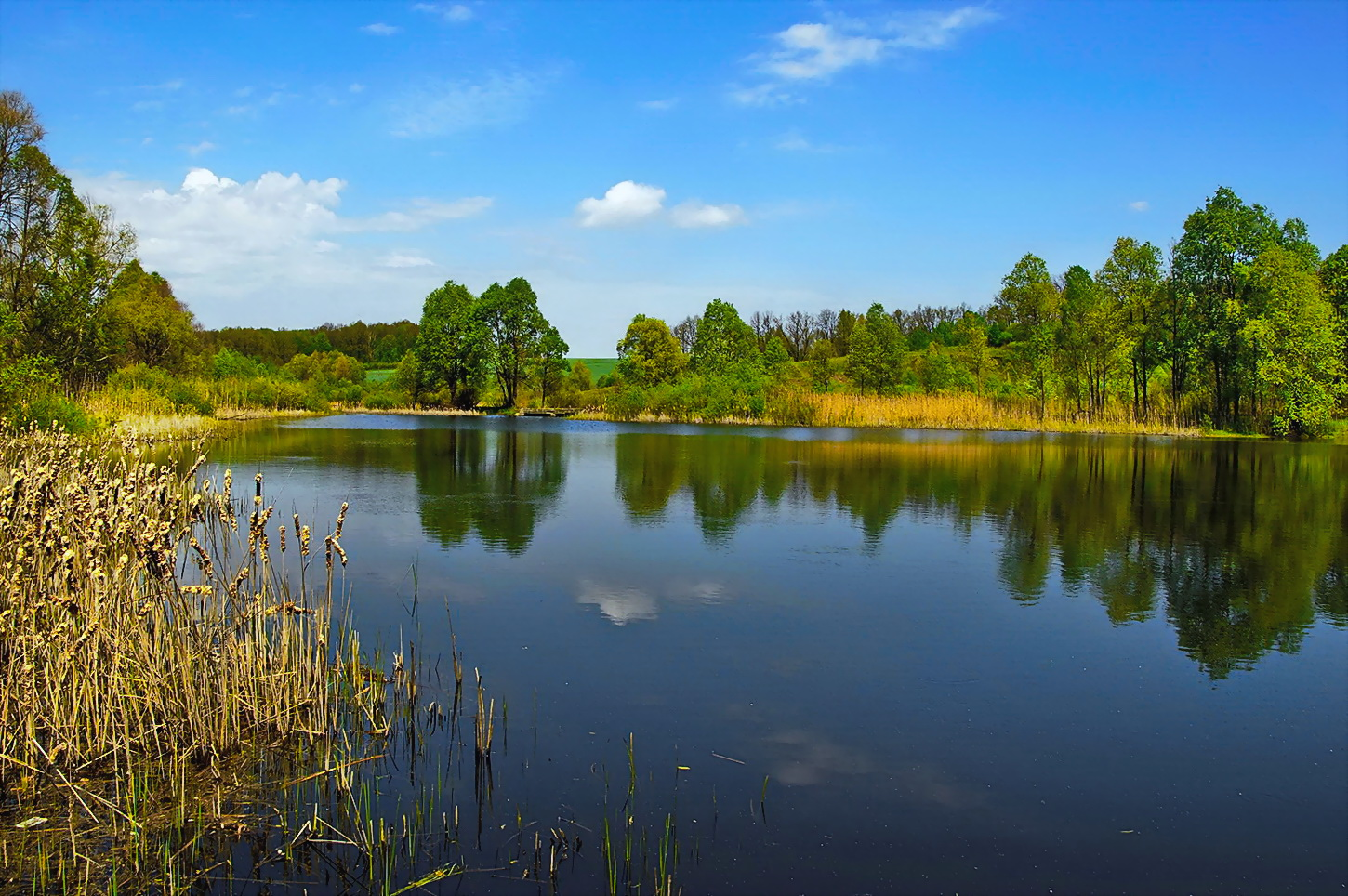
Ставок на південь від Лебедина Сумської області